# François Christiaan Erasmus
François Christiaan Erasmus (1896-1967) est un avocat et un homme politique d'Afrique du Sud, membre du Parti national, député (1933-1961) qui est ministre de la défense (1948-1959), ministre des postes (1949-1950), des forêts (1956-1958) et enfin ministre de la justice (1959-1961). Il termine sa carrière publique comme ambassadeur d'Afrique du Sud en Italie (1961-1965).

## Origines et études
François Christiaan Erasmus est né dans le district de Merweville, colonie du Cap. Après une scolarité au lycée de Worcester, il poursuit des études de droit à l'université du Cap.
Avocat stagiaire auprès du président de la division provinciale de la cour suprême au Cap, il est nommé en 1927 procureur général adjoint pour le Sud-Ouest africain mais démissionne quasi immédiatement pour un poste permanent au sein de l'organisation administrative du parti national, alors au pouvoir.

## Carrière politique

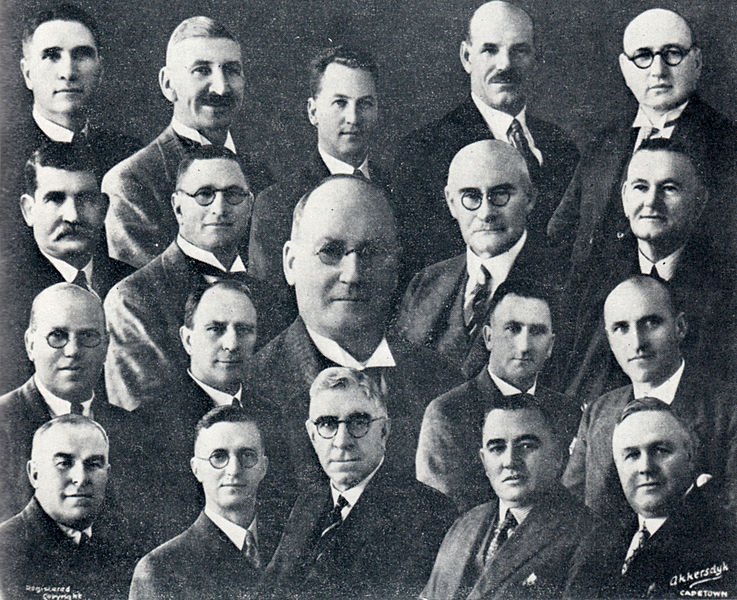
F.C.Erasmus (en haut le 3e en partant de la gauche) fait partie des 19 députés nationalistes qui fondent le Parti national purifié sous la direction de Daniel Malan (au centre)

Secrétaire au conseil fédéral du parti national, il est député de la circonscription de Moorreesberg (province du Cap) de 1933 à 1961.
Pendant la Seconde Guerre mondiale, il milite pour que l'Afrique du Sud fasse la paix avec le régime hitlérien.

### Ministre de la Défense (1948-1959)
En juin 1948, il entre dans le gouvernement de Daniel François Malan en tant que ministre de la défense chargé des Forces de Défense de l'Union de l'Afrique du Sud (Union Defence Forces). Il entreprit alors de purger l'armée de ses éléments anglophones ou liés à l'ancien gouvernement de Jan Smuts afin d'assurer une certaine homogénéité politique et ethnique afrikaner. Cette politique lui valut d'être haï par la Air Force sud-africaine. 
F.C. Erasmus fait également moderniser l'armée et créée une académie militaire près de Pretoria à Voortrekkerhoogte sur les modèles de Sandhurst et West Point. 
En 1949, il se rend aux États-Unis pour acheter des nouveaux équipements pour l'armée de l'air.
En 1950, il se rend en France, au Royaume-Uni, aux États-Unis et au Portugal pour développer la coopération militaire entre l'Afrique du Sud et ces pays.
En 1956, F.C. Erasmus renforce les liens d'amitié de l'Afrique du Sud avec l'État d'Israël en accueillant chaleureusement le général israélien Ygal Allon.

### Ministre de la Justice (1959-1961)
En décembre 1959, le premier ministre Hendrik Verwoerd le nomme ministre de la justice. 
À ce poste, il lui revient de déclarer l'état d'urgence dans le pays à la suite du massacre de Sharpeville le 21 mars 1960, et de faire appliquer les lois relatives au placement en garde à vue pour plusieurs mois de 2 000 opposants politiques ainsi l'arrestation de plus de 20 000 personnes. 
En mai 1960, il est critiqué au parlement pour avoir ordonné, alors qu'il était en visite sur la base militaire de Kaokoveld, de faire abattre un rhinocéros depuis un hélicoptère au motif que l'animal était un danger alors que l'animal était situé dans une réserve naturelle jouxtant la base militaire. 
En 1961, F.C. Erasmus quitte le gouvernement pour devenir ambassadeur d'Afrique du Sud en Italie, une fonction qu'il occupe jusqu'en 1965. 
Retiré de la vie publique, il meurt le 7 janvier 1967.